# Leon de Kogel
Leon de Kogel (* 13. November 1991 in Alphen aan den Rijn, Südholland) ist ein ehemaliger niederländischer Fußballtrainer und Profispieler.

## Karriere
De Kogel begann seine Karriere beim Amateurverein SV Houten, wo er als Verteidiger die gesamte Jugendakademie durchlief und einige Spiele in der ersten Mannschaft absolvierte. Später wurde er als Stürmer vom FC Utrecht gescoutet und unterschrieb dort 2010 einen Profivertrag. Für insgesamt fünf verschiedene Vereine erzielte er in 168 Ligaeinsätzen 53 Tore. Nach einem schweren Autounfall auf Malta im Juni 2018 beendete er seine Karriere als Spieler.
Am 3. Februar 2019 wurde bekannt gegeben, dass De Kogel Jugendtrainer des SV Houten wird.

## Privates
De Kogel hat zwei Kinder (Stand Dezember 2018) und ist der jüngere Bruder des niederländischen Musikers Stefan de Kogel. Nach seiner Fußballkarriere nahm er einen Job als Immobilienmakler an.